# 織田輔宜
織田 輔宜（おだ すけよし）は、江戸時代中期の大名。大和国芝村藩7代藩主。通称は幸次郎。官位は従五位下・丹後守。長政流織田家7代。

## 生涯
6代藩主・織田長亮の長男として江戸にて誕生。生母が父の正室であることから系図上は長男とされるが、実際は次男または三男であった可能性もある。
享保18年（1733年）8月2日、父・長亮の死去に伴い家督を相続する。延享2年（1745年）12月12日、陣屋を戒重から芝村に移転する。延享4年（1747年）11月1日、9代将軍・徳川家重に御目見する。同年12月19日、従五位下丹後守に叙任する。
元文2年（1737年）5月25日、幕府から幕府領13000石を預けられる。後に93430石にまで加増される。ただし、宝暦3年（1753年）、預地の農民が重税を京都町奉行所に箱訴に及び、芝村騒動が発生した。明和4年（1767年）5月9日、駿府加番を命じられる。
安永7年（1778年）2月25日に隠居し、異母弟で養嗣子の長教に家督を譲る。寛政11年（1799年）8月29日、江戸において死去、享年68。墓所は泉岳寺。

## 系譜
- 父：織田長亮
- 母：細川有孝養女 - 細川利昌の娘
- 正室：土岐頼稔娘
- 継室：毛利政苗娘 - のち離縁
- 養子（実子は無く、直系子孫は現代に伝わっていない）。
  - 男子：織田長教（弟）